# Arcidosso
Arcidosso és un municipi situat al territori de la província de Grosseto, a la regió de la Toscana, (Itàlia).
Arcidosso limita amb els municipis de Campagnatico, Castel del Piano, Cinigiano, Roccalbegna i Santa Fiora. Pertanyen al municipi les frazioni de Bagnoli, Montelaterone, Salaiola, San Lorenzo, Stribugliano i Zancona

## Fills il·lustres
- Orindio Bartolini (1565-1640), sacerdot i compositor madrigalista.
- Clemente Terni (1918-2004), compositor, organista i musicògraf.

## Galeria

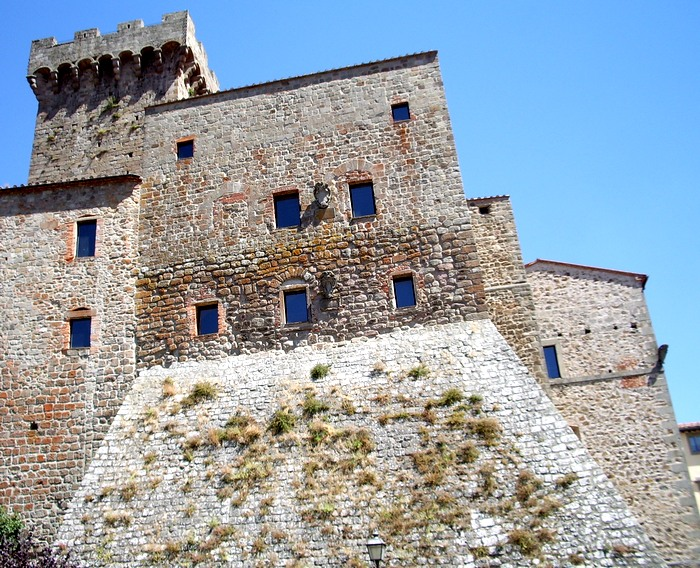
La Roca
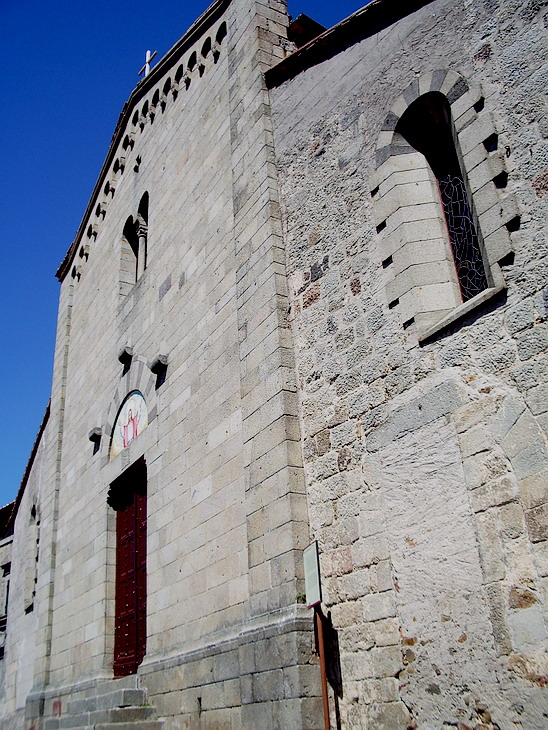
Església de S. Nicolau
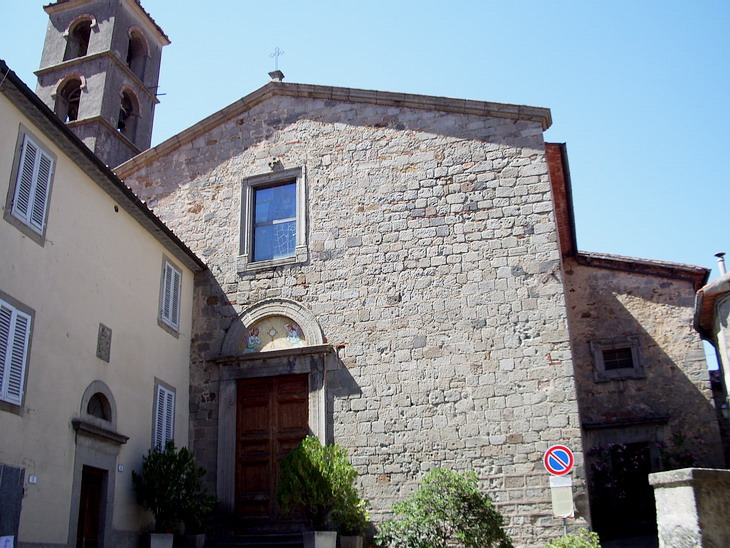
Església de S. Leonardo
Localització d'Arcidosso a la província de Grosseto